# 鬼面山 (伊那山地)
鬼面山（きめんざん）は、長野県の伊那山地にある標高1,890mの山。伊那山地の最高峰。

## 概要
伊那谷に、天竜川と南アルプスの間を平行するように伊那山地は走っており、伊那市を東西に流れる三峰川を北端にして南に約50km程続き、2,000mを越える山はないが、中級の山地としてはかなりの規模を誇るものである。この山地のやや北側には伊那富士と呼ばれる戸倉山があり、南側には伊那山地の最高峰「鬼面山」がある。
中央アルプスと南アルプスにはさまれた伊那山地のほぼ中央部にあり、大鹿村、飯田市上村、豊丘村、喬木村の４村の分岐点になる。山頂に展望櫓があり、両アルプスが眺望できる。
夕陽があたるとき、山肌が陰陽鬼の顔に見えるところから名付けられた。

## 登山道
東側の大鹿村と飯田市の境の国道152号、秋葉街道の地蔵峠から登るコースと、西側の豊丘村から虻川沿いの林道大島虻川線を登るコースがある。林道大島虻川線は若干ではあるが悪路で、地蔵峠から登るのが一般的。